# LinCity-NG
LinCity-NG ist ein freies Stadtbauspiel. Es ist ein Fork von LinCity mit isometrischer Grafik und einer neuen Geräuschkulisse. Die Handhabung des Spiels ist identisch und die alten LinCity-Dateien können auch mit LinCity-NG geöffnet werden.
Das Spiel wurde unter der GNU General Public License veröffentlicht. Die Spielgrafik nutzt zusätzlich eine Creative-Commons-Lizenz. Die verwendeten DejaVu-Schriften unterliegen ihrer eigenen Lizenz.

## Handhabung
Der Spieler erweitert seine Stadt mittels Gebäuden, Dienstleistungen und dem Aufbau einer leistungsfähigen Infrastruktur. Innerhalb der Simulation spielen die Faktoren Bevölkerung, Arbeitslosigkeit, Wasserwirtschaft, Ökologie, Nahrungsversorgung, Güterproduktion und -transport, Abbau von Rohstoffen (Erz, Stahl, Kohle), der Aufbau von Dienstleistungen (in den Bereichen Bildung, Gesundheit, Feuerschutz und Vergnügen) sowie die Energieversorgung eine gewichtige Rolle. Finanzen, Umweltverschmutzungen und Verkehr müssen zusätzlich vom Spieler im Auge behalten werden.
Zahlreiche Indikatoren, die mittels Statistik oder Minikarte abrufbar sind, helfen dem Spieler, den Überblick zu behalten. Der Spieler muss die Bevölkerungsentwicklung ebenso im Auge behalten, wie das soziale und ökonomische Gleichgewicht seiner Stadt.
Ebenfalls wichtig ist, die passive Forschung mithilfe von Schulen und Universitäten zu stärken, beziehungsweise aufrechtzuerhalten. Denn nur mit einem steigenden technologischen Stand können neue Gebäude freigeschaltet werden.
Ziel des Spiels ist es, seine Bevölkerung mithilfe eines Raketenstartplatzes ins All zu befördern oder eine nachhaltige Lebensweise zu erreichen.
Ab Version 2 bringt LinCity-NG zusätzlich eine Wasserregulierung und ein einfaches Ökosystem mit.

## Rezeption
Das Spiel stelle eine freie Alternative zu SimCity dar. Wie häufig bei freien Computerspielen zeigen sich größere Schwächen bei der Grafik und beim Sound. Die grafische Oberfläche erinnere an die Menüs von SimCity 3000. Auffallend sei die fehlende Abwechslung der Gebäudetypen. Dabei lade es zum Tüfteln ein und böte Simulationsfans enormen Langzeitspielspaß. Zahlreiche Hilfsfunktionen, Statistiken und Minikarten unterstützen den Spieler bei der Balance zwischen wirtschaftlicher Situation und nötiger Infrastruktur.